# Писаренко Владислав В'ячеславович
Владисла́в В'ячесла́вович Писаре́нко (16 липня 1995, м. Донецьк, Україна — 27 березня 2017, с-ще Новолуганське, Бахмутський район, Донецька область, Україна) — солдат Збройних сил України, боєць батальйонів «Азов» і «Донбас-Україна», учасник російсько-української війни. Позивний «Растішка».

## Біографія
Народився 1995 року в Донецьку. 2013 року вступив на навчання до Донецького національного медичного університету, спеціальність — стоматологія. Належав до спільноти ультрас донецького футбольного клубу «Шахтар».
Під час російської збройної агресії проти України у квітні 2015 року, бувши 19-річним студентом 2-го курсу університету, пішов захищати рідну Донеччину у складі загону спецпризначення Національної гвардії «Азов», спочатку був у 3-й роті, на початку літа перейшов в 2-гу роту. У серпні 2016 вступив на військову службу за контрактом в ЗС України.
Солдат, гранатометник штурмового відділення штурмового взводу 1-ї штурмової роти 46-го окремого батальйону спеціального призначення «Донбас-Україна» 54-ї окремої механізованої бригади.
Загинув 27 березня 2017 року близько 13:00, під час виконання бойового завдання з обстеження території поблизу селища Новолуганське, внаслідок підриву на вибуховому пристрої з «розтяжкою». Тоді ж загинув солдат Максим Наріжний.
У Донецьку, на окупованій території, залишилися батьки.
Прах Владислава розвіяно над Дніпром.

## Нагороди
Указом Президента України № 42/2018 від 26 лютого 2018 року, за особисту мужність і самовіддані дії, виявлені у захисті державного суверенітету та територіальної цілісності України, зразкового виконання військового обов'язку, нагороджений орденом «За мужність» III ступеня (посмертно).